# Eugeni (emperador)
Flavi Eugeni (en llatí: Flavius Eugenius) va ser un emperador romà proclamat l'any 392 contra Teodosi I i que va mantenir el poder fins al 394. Era un retòric de renom i havia estat professor de gramàtica i funcionari administrador amb l'emperador Valentinià II. Encara que era cristià per imperatiu legal, simpatitzava amb els cultes pagans.

## Ascens al poder
L'any 392, el ministre principal de Valentinià II, Arbogast, va donar suport a una petició pel restabliment dels antics cultes pagans i Valentinià el va destituir. Poc després se suposa que Arbogast va ordenar matar l'emperador (15 de maig del 392), i va fer circular el rumor que s'havia suïcidat. Hom va trobar Valentinià penjat a la seva residència a Viena del Delfinat.
Eugeni va obtenir la púrpura imperial de mans d'Arbogast, que el va proclamar emperador el 22 d'agost de l'any 392. Després de la seva elecció, Eugeni va canviar els funcionaris imperials que Teodosi havia instal·lat als centres principals de poder a Roma per poder tenir un control ferm sobre tot l'Imperi i els va substituir per d'altres que li eren lleials. Va intentar de restablir els cultes pagans. Va finançar la reedificació del Temple de Venus i Roma i va tornar a posar, ben restaurada, l'Ara de la Victòria a la seu del Senat. Aquesta política religiosa va provocar-li fortes tensions amb Teodosi I i amb el poderós i influent arquebisbe de Milà, Ambròs.

## Caiguda
Quan va ser elegit emperador, Eugeni va enviar ambaixadors a la cort de Teodosi per demanar el reconeixement de la seva elecció. Teodosi els va escoltar, però va començar a preparar un exèrcit per a lluitar amb Eugeni. Va promoure també el seu fill Flavi Honori, que només tenia dos anys, donant-li el títol d'august a inicis de l'any 393.
Teodosi, l'any 394, es va dirigir amb el seu exèrcit des de Constantinoble cap a Roma. Arbogast, brillant estrateg, va derrotar completament en un principi les forces de Teodosi a la batalla del Frígid, però amb la traïció d'Arbitrims, que va atacar Arbogast per la rereguarda, i la coincidència d'un huracà, l'exèrcit occidental es va desbandar i Eugeni va ser capturat i executat a l'acte com un criminal el 6 de setembre del 394 i van exhibir el seu cap. Arbogast va fugir i es va suïcidar abans de ser capturat. Teodosi va reunificar breument l'imperi.